# Anna Margarethe van Delden
Anna Margarethe van Delden (* 10. Dezember 1858 in Leer; † 4. Oktober 1938 in Wuppertal-Elberfeld) war Oberin des ersten Diakonieseminars des Evangelischen Diakonievereins in Elberfeld. Die von ihr und Friedrich Zimmer entworfene Ausbildungsordnung für einen einjährigen Krankenpflegekursus in Elberfeld war Vorbild für die am 1. Juni 1906 in Preußen in Kraft getretene „Staatliche Prüfung von Krankenpflegepersonen“.

## Leben
Anna Margarete van Delden wurde am 10. Dezember 1858 als Tochter des Kaufmanns Johann Georg van Delden und dessen Frau Emma geborene Barth in Leer (Ostfriesland) geboren. Sie hatte zwei Geschwister, eine zwei Jahre ältere Schwester und einen fünf Jahre jüngeren Bruder. 
Ihre Schulbildung erhielt Anna Margarethe van Delden an der Höheren Töchterschule, dem heutigen Teletta-Groß-Gymnasium Leer, das sie vom sechsten bis fünfzehnten Lebensjahr besuchte. Ein Jahr später wurde sie durch Taufe in die örtliche Mennonitengemeinde aufgenommen. Danach lebte sie für ein Jahr bei einer evangelischen Pfarrfamilie in Bad Meinberg, wo sie Haushaltsführung lernte und Unterricht in Französisch und Englisch sowie in Mythologie und Kunstgeschichte erhielt. Anschließend kehrte sie nach Ostfriesland zurück, wo sie für neun Jahre den Haushalt ihrer Eltern führte. In dieser Zeit entstand ihr Wunsch Krankenschwester zu werden. Dieser Wunsch ließ sich jedoch nicht umsetzen, da sie vom elterlichen Haushalt zu Verwandten nach Gronau wechselte, wo sie den Haushalt für die kommenden vier Jahre führte. 
Als sie 33 Jahre alt war, folgte sie dem Ruf ihrer Cousine Maria Bruns, die Oberin an der Schwesternschaft des St.-Jürgen-Asyls (heute Klinikum Bremen-Ost) in Bremen war. Dieses ist die älteste selbständige Psychiatrische Anstalt in Bremen, die 1900–1915 stadtnah als eine ländliche „koloniale Anstalt“ mit therapeutisch und ökonomisch motiviertem Einsatz der Kranken in der Landwirtschaft errichtet wurde. Dort pflegte sie die psychisch Kranken, und arbeitete in der Chirurgie-Orthopädie sowie in der Frauenklinik. Schließlich wurde sie am 1. Mai 1894 vom Städtischen Krankenhaus in Elberfeld selbst zur Oberin berufen. Wenige Wochen vor ihrem Amtsantritt hatte der evangelische Theologe Friedrich Zimmer (1855–1919) dort am 11. April im Anschluss an einen Vortrag im Elberfelder Frauenverein gemeinsam mit Vertreterinnen der deutschen Frauenbewegung den Verein zur Sicherstellung von Dienstleistungen der evangelischen Diakonie (seit 1900: Evangelischer Diakonieverein) gegründet. Über den Verein sollten Frauen in eigenen Ausbildungsstätten, den so genannten Diakonieseminaren, zur Ausübung eines Berufes im Bereich der Diakonie qualifiziert werden. Zudem sollte der Verein zur Behebung dem Mangel an gut ausgebildeten Krankenpflegerinnen entgegenwirken.
Das erste Diakonieseminar für Krankenpflege nahm unter der Leitung von Anna Margarethe van Delden am 1. Juli 1894 seinen Lehrbetrieb in den Städtischen Krankenanstalten in Elberfeld auf. Die erste Ausbildungsordnung für den einjährigen Krankenpflegekursus entwarf van Delden gemeinsam mit Friedrich Zimmer. In dem Kurs gab sie gemeinsam mit Ärzten den theoretischen Unterricht, während später aus dem Seminar hervorgegangene Lehrschwestern die praktische Unterweisung übernahmen. Mit der Einsegnung der ersten elf Diakonieschwestern erfolgte eineinhalb Jahre später am 6. Oktober 1895 in der Kirche Werdorf bei Herborn die Gründung des ersten Schwesternverbandes. Dieser stand unter van Deldens Leitung. In den Folgejahren entstanden unter anderem an den städtischen Krankenhäusern von Danzig, Erfurt, Stettin, Magdeburg und Zeitz Tochterseminare, deren leitende Diakonieschwestern bzw. Oberinnen zuvor das Seminar in Elberfeld besucht hatten. Van Delden war in dieser Zeit zudem Mitglied im Verwaltungsrat des Diakonievereins.
Anfang des 20. Jahrhunderts begannen in Preußen die Planungen für eine staatliche Prüfungsordnung für Krankenpflegerinnen. An den Beratungen des Preußischen Kultusministerium nahmen auch Anna Margarete van Delden und Friedrich Zimmer teil, deren Ausbildungsordnung für den einjährigen Krankenpflegekursus in Elberfeld schließlich großen Einfluss auf die am 1. Juni 1906 in Preußen in Kraft getretene „Staatliche Prüfung von Krankenpflegepersonen“ hatte.
1909 gehörte van Delden zu den Mitbegründern der „Hauswirtschaftlichen  Fortbildungsschule“ für Volksschülerinnen in Elberfeld. Im selben Jahr gründete sie den „Samariterbund“  der evangelischen Frauenhilfe. Zudem war van Delden aktiv im Vorstand des „Hauspflegevereins“ tätig. 1934 wurde sie in den Ruhestand versetzt und bezog eine Wohnung im Altenpflegeheim Wuppertal-Elberfeld. In ihren letzten Lebensjahren litt sie unter einer schmerzhaften Krankheit. Am 4. Oktober 1938 starb van Delden in Wuppertal. Sie wurde ihrem Wunsch entsprechend im Familiengrab auf dem Friedhof an der Heisfelder Straße in Leer beigesetzt.

## Gedenken
1954 wurde ihr zu Ehren ein Krankenhaus in Berlin-Zehlendorf als „Van-Delden-Klinik“ benannt sowie einer 1964 gegründeten neuen Form der Krankenpflegeausbildung für Abiturienten die Bezeichnung „Van-Delden-Seminar“ verliehen. 2003 weihte der Diakonieverein das Van-Delden-Haus als Diakonisches Bildungszentrum (DBZ) und Gästehaus ein. 2013 gründete der Evangelische Diakonieverein im Mai die Diakoniestation van Delden, die im Südwesten von Berlin eine Pflege in den eigenen vier Wänden anbietet.

## Werke
- Erhaltung der Arbeitsfähigkeit - Einige Gedanken über vorzeitige Invalidität oder Ratschläge: Wie erhalten wir uns arbeitsfähig? In: Blätter aus dem Evangelischen Diakonieverein 7.  1903, S. 53 ff.
- Über Haltung und Bewegungen der Krankenpflegerinnen. In: Krankenpflege-Zeitung 10.  1907. S. 225 f.
- Ein Freiwilligenjahr für Frauen. In: Krankenpflege-Zeitung 10. 1907. S. 260 f.
- Etwas aus unserem Samariterbund. In: Blätter aus dem Evangelischen Diakonieverein 13. 1909. S. 65 f.
- Die Einweihung des neuen Barmer Wöchnerinnenheims In: Blätter aus dem Evangelischen Diakonieverein 13.  1909.  S.  131  f.
- Unsere Ev. Hauswirtschaftliche Fortbildungsschule für Volksschülerinnen In: Blätter aus dem Evangelischen Diakonieverein 14. 1910. S. 43 f.
- Die  Eröffnungsfeier der Ausstellung‚ Frau in Haus und Beruf’. In: Blätter aus dem Evangelischen Diakonieverein 16. 1912. S. 38 f.
- Die Schwester als Volkserzieherin in der Arbeit an den Kranken. In: Blätter aus dem Evangelischen Diakonieverein 16. 1912. S. 155 ff.
- Unsere Schwestern und die Verwaltung. In: Blätter aus dem Evangelischen Diakonieverein 17. 1913. S. 177 ff.
- Ein  Einjährig-Freiwilligenjahr in der Krankenpflegeschule des Ev. Diakonievereins. In: J. Mecke (Hrsg.): Leitfaden der Berufskunde für Frauenschulen, Kindergärtnerinnen- und Jugendleiterinnen-Seminare und Kleinkinderlehrerinnen-Seminare. Bamberg 1913, S. 158 ff.
- Das Arbeitsgebiet der Krankenpflegerin. In: Blätter aus dem Evangelischen Diakonieverein 18. 1914. S. 97 ff.
- Das allgemeine oder staatliche Dienstjahr der Frauen, in: Blätter aus dem Evangelischen Diakonieverein 19. 1915. S. 195 ff.
- Das Geburtsjahr des Ev. Diakonievereins. In G. Großmann (Hrsg.): Der Ev. Diakonieverein e. V., 11. April 1894 bis 11. April 1919. Festschrift. Berlin-Zehlendorf 1919, S. 14 ff.
- Was  erwartet die evangelische Gemeinde in unserer Notzeit von der evangelischen Schwesternschaft? In: Blätter aus dem Evangelischen Diakonieverein 30. 1926. S. 171 ff.
- Aus dem Schwesternleben. So nimm denn meine Hände und führe mich, bis an mein selig Ende und ewiglich In: Blätter aus dem Evangelischen Diakonieverein 35. 1931. S. 171 f.